# Ногути, Кодзи
Кодзи Ногути (яп. 野口 幸司 Ногути Кодзи, род. 5 июня 1970, Тиба) — японский футболист, нападающий.

## Карьера
На протяжении своей футбольной карьеры выступал за клубы «Бельмаре Хирацука», «Кавасаки Фронтале», «Нагоя Грампус Эйт», «Омия Ардия».

## Национальная сборная
В 1995 году сыграл за национальную сборную Японии 1 матч, против сборной Коста-Рики.

## Статистика за сборную
| Сборная Японии | Сборная Японии | Сборная Японии |
| Год            | Матчи          | Голы           |
| -------------- | -------------- | -------------- |
| 1995           | 1              | 0              |
| Итого          | 1              | 0              |

## Достижения

### Командные
- Кубок Императора: 1994, 1999